# Хайнц Калау
Хайнц Калау (на немски: Heinz Kahlau) е германски поет, белетрист, драматург и автор на книги за деца.

## Биография и творчество
Хайнц Калау е роден в Древиц край Потсдам в семейството на работник. През 1949 г. Калау отива в Берлин, където следва в Академията на изкуствата под ръководството на Бертолт Брехт.
Още в първата си стихосбирка „Надеждата живее в клоните на Каиба“ (1954) Хайнц Калау излага размишленията си върху необратимото течение на времето и човешката история. В стихосбирките „Проба“ (1956) и „Потокът на нещата“ (1964) поетът се съсредоточава върху личната си неравна съдба и прави равносметка на дните си. Тези книги, както и най-известната му „Ти“  (1971) с любовна лирика и „Хвърчило за ангели“ (1974) представят Калау като автор с ярък индивидуален профил. Стихотворения с критически акцент са включени в книгата му „Траверса“ (1989).

## Сътрудник на ЩАЗИ
След обединението на Германия през 1990 г. поетът доброволно разкрива дейността си като принудителен сътрудник на Държавна сигурност и се включва в разследващата комисия по историята на Съюза на писателите в ГДР. Излизат стихосбирките му „Везната на Каспер“ (1992) с текстове от годините след политическата промяна, „Двама“ (1999) и „Събрани стихотворения“ (2005). На седемдесет и петия си рожден ден поетът се установява да живее на остров Узедом в Балтийско море на границата с Полша.

## Поетика
Стиховете на Хайнц Калау по своята почти документална точност напомнят прозаични произведения – обикновено съдържат някакво фактическо съобщение с обоснован извод, а смисълът им, изразяван нерядко с нескрит дидактизъм, не допуска превратно тълкуване. Този привиден „рационализъм“, подхранван от силно чувство, дарява обаче лириката на Калау с особена художествена привлекателност.

## Признание
Хайнц Калау е сред най-четените съвременни немски поети. За творчеството си поетът получава редица отличия, между които литературната награда на Министерството на културата на ГДР „Хайнрих Хайне“ (1963) и „Лесинг“ (1972), както и „Националната награда на ГДР“ (1985).